# József Braun
József Braun [jóžef] (maďarsky Braun József; 26. února 1901 Putnok, nebo Budapešť – 20. února 1943 KT Korotec nedaleko Charkova), uváděný také jako József Barna, byl židovsko-maďarský fotbalista a trenér. Pracoval jako bankovní úředník. Zemřel v nacistickém koncentračním táboře. V roce 2017 byl uveden do mezinárodní Síně slávy židovského sportu.
Jeho příbuzným je András Kepes (* 1948), maďarský spisovatel, novinář, televizní moderátor a univerzitní profesor.

## Hráčská kariéra
Začínal ve třinácti letech v budapešťském klubu Vívó és Athletikai Club (VAC), odkud se roku 1916 přesunul do MTK Budapešť. Zde začal už v patnácti letech nastupovat za muže, dobyl s klubem devět mistrovských titulů v řadě (1916–1925) a dvě vítězství v maďarském poháru (1923 a 1925). V Maďarsku byl v té době považován za nejlepšího pravého křídelníka a v roce 1919 byl vyhlášen maďarským fotbalistou roku. Roku 1921 utrpěl první vážnější zranění, která ho limitovala i v následujících letech, pročež byl v roce 1926 nucen zanechat hráčské kariéry. V Maďarsku dal celkem 78 prvoligových gólů. Roku 1929 se vrátil na hřiště v dresu vídeňského židovského klubu Hakoah, jemuž na jaře 1929 pomohl k postupu do nejvyšší rakouské soutěže. V rakouské lize si za něj však nezahrál, neboť odešel do Spojených států amerických, kde nastupoval za Brooklyn Hakoah a Brooklyn Wanderers v tehdejší americké lize. V roce 1930 definitivně uzavřel svou hráčskou kariéru.

### Reprezentace
Maďarsko reprezentoval ve 28 zápasech, v nichž docílil dvanácti branek. Debutoval jako sedmnáctiletý v neděli 6. října 1918 ve Vídni v utkání s domácím Rakouskem, které hosté vyhráli 3:0 (poločas 1:0) a v němž za Rakousko nastoupil mj. Karel Koželuh. Poslední reprezentační zápas absolvoval v neděli 26. prosince 1926 v Portu, v němž se domácí Portugalsko rozešlo s Maďarskem smírně 3:3 (poločas 2:1 ve prospěch Maďarska) a József Braun vstřelil svůj poslední reprezentační gól, jímž ve 22. minutě zvýšil průběžný stav na 2:0 pro Maďarsko. Byl také členem maďarského výběru na LOH 1924 v Paříži, kde nastoupil k oběma utkáním Maďarů (výhra 5:0 nad Polskem a prohra 0:3 s Egyptem).

## Trenérská kariéra
Po skončení hráčské kariéry se stal trenérem. V Československu působil v klubech LAFC Lučenec (1932/33), FTC Fiľakovo (1933/34) a I. ČsŠK Bratislava (nynější Slovan) v sezonách 1934/35 (první postup slovenského mužstva mezi československou elitu), 1935/36, 1936/37 a na jaře 1938. Od začátku sezony 1937/38 vedl svůj bývalý klub MTK (přejmenovaný na Hungária FC), do nějž se vrátil v ročníku 1938/39.